# علي بن الحسن الشيرازي
السلطان علي بن الحسن الشيرازي (القرن العاشر تقريبًا) هو مؤسس سلطنة كلوة. ووفقًا للسيرة البطولية، كان علي بن الحسن الشيرازي أحد أبناء الأمير الحسن أمير شيراز ببلاد فارس، وكانت والدته عبدة حبشية. وبعد وفاة والده، حُرم علي من ميراثه على يد إخوته المتحاربين. وحسب المؤرخ الدكتور سلطان القاسمي لقد كان جيش المغول يبحث عن السلطان علي بن الحسن بعد مقتل أبيه على يدهم، جمع علي بن الحسن أسرته ومجموعة صغيرة من أتباعه وفر إلى ريشهر وكان ذلك في في بداية شهر شعبان 663هـ الموافق شهر مايو من عام 1256مـ، وبعد ذلك ركبوا السفن التجارية إلى جزيرة هرمز، ثم شقوا طريقهم أولاً إلى مقديشو، وهي ميناء تجاري على ساحل شرق إفريقيا. ومع ذلك، فشل علي في التوافق مع النخبة الصومالية في المدينة وسرعان ما طُرد من تلك المدينة أيضًا.
يقال إن علي اشترى جزيرة كلوة من سكان البانتو المحليين، وذلك أثناء توجهه نحو الساحل الإفريقي. ووفقًا لإحدى الوقائع، كانت كلوة مملوكة في الأصل لملك البانتو ألمولي، وكانت متصلة بالبر الرئيسي بممر بري صغير يظهر عند انخفاض المد. وافق الملك على بيعها لعلي بن الحسن مقابل كميات كبيرة من القماش الملون بقدر محيط الجزيرة. ولكن عندما غير الملك رأيه لاحقًا، وحاول استردادها، وجد أنهم حفروا الممر البري الذي يصل الجزيرة بالبر الرئيسي وأصبح مغمور بالماء، وأصبحت كلوة الآن جزيرة.
يعود أصل السلالة الشيرازية الحاكمة للنقباء الموسويون في شيراز.